# Jovan Stanković
Pour les articles homonymes, voir Stanković.
Jovan Stanković (en serbe en écriture cyrillique : Јован Станковић), né le 4 mars 1971 à Pirot en Yougoslavie (aujourd'hui en Serbie), est un footballeur international serbe qui évoluait au poste de milieu de terrain.
Stanković n'a marqué aucun but lors de ses dix sélections avec l'équipe de RF Yougoslavie entre 1998 et 2000. 

## Palmarès

### En club
- Champion de Yougoslavie en 1995 avec l'Étoile Rouge de Belgrade
- Vainqueur de la Coupe de Yougoslavie en 1993, 1995 et 1996 avec l'Étoile Rouge de Belgrade
- Vainqueur de la Supercoupe d'Espagne en 1998 avec le RCD Majorque
- Finaliste de la Coupe d'Europe des Vainqueurs de Coupe en 1999 avec le RCD Majorque

### En équipe de RF Yougoslavie
- 10 sélections entre 1998 et 2000